# Joeri Busschots
Joeri Busschots (4 juni 1987) is een Vlaamse acteur, afkomstig uit Wommelgem.
Busschots is vooral bekend als Suske in de speelfilm De duistere diamant. Oorspronkelijk zou Daan Vervoort de rol van Suske voor zich nemen, maar door het lang uitstellen van de opnames was hij te groot geworden voor de rol. Daarom heeft men Joeri Busschots genomen. Hoewel hij toen (2003) 16 jaar was, vormde zijn leeftijd geen belemmering om Suske te spelen. De jonge acteur is klein van gestalte en kan daarom doorgaan voor iemand die jonger is.